# Maria Isabella av Spanien
Maria Isabella av Spanien, född 1789 i Madrid, död 1848 i Portici, var en drottning av Bägge Sicilierna, gift 1802 med kung Frans I av Bägge Sicilierna. Hon var dotter till Karl IV av Spanien och Maria Luisa av Parma – hennes biologiska far kan dock ha varit Manuel Godoy.

## Biografi
Maria Isabella blev 19 augusti 1802 vid tretton års ålder gift med sin kusin Frans. Som person beskrevs hon av sin svärmor som apatisk och likgiltig. Hon blev drottning 1825. Maken, som levde i skräck för ett attentat, isolerade sig i en sluten krets av soldater och mätresser, men Maria Isabella ansågs hantera situationen med värdighet. År 1830 blev hon änka, och den 15 januari 1839 gifte hon om sig med hertig Frans av Balzo (1805–1882).

## Barn
- Luisa Carlotta (1804–1844), gift med sin morbror Francisco de Paula, hertig av Cadiz, infant av Spanien.
- María Cristina (1806–1878), gift med 1:o sin morbror Ferdinand VII av Spanien, gift med 2:o Ferdinand Muñoz, hertig av Rianzares.
- Ferdinand II av Bägge Sicilierna (1810–1859)
- Carlo Ferdinando, greve di Capua (1811–1862). Gift morganatiskt med Penelope Smyth.
- Leopoldo, greve di Siracusa (1813–1860), gift med Maria av Savojen-Carignano.
- Maria Antonietta (1814–1898), gift med Leopold II av Toscana.
- Antonio, greve av Lecce (1816–1843).
- Marie Amalie (1818–1857), gift med Sebastian, infant av Spanien.
- Maria Carolina (1820–1861), gift med Carlos, infant av Spanien och Carlistisk pretendent till Spaniens tron.
- Teresa (1822–1889), gift med Peter II av Brasilien.
- Luigi, greve di Aquila (1824–1897), gift med Januária av Brasilien (syster till Peter II av Brasilien och Maria II av Portugal).
- Francesco di Paola, hertig di Trapani (1827–1892), gift med Isabella av Toscana.